# 松浦勝人
松浦 勝人（まつうら まさと、1964年〈昭和39年〉10月1日 - ）は、日本の音楽プロデューサー、実業家。エイベックス代表取締役会長。通称名はMax Matsuura（マックス・マツウラ）。
神奈川県横浜市西区出身。日本大学経済学部卒業。

## 経歴
神奈川県横浜市西区御所山町生まれ。保土ケ谷区で中古車販売業を営む松浦治とひろ子の長男として生まれる。また妹に由貴がいる。生後四か月で鎌倉市台、横浜市神奈川区三ツ沢、小学六年時に横浜市港南区野庭団地、横浜市戸塚区柏尾町へ移り住む。横浜市立三ツ沢小学校、横浜市立野庭中学校、横浜市立金沢高等学校を経て、日本大学経済学部産業経営学科を卒業。
高校生の頃にアマチュアバンドのドラマーとして活動しており、大学在学時からはユーロビート、ダンスミュージックに目覚め、都内の貸レコード店やディスコに出入りして知識を深めていった。1985年4月に貸レコード店「友&愛」港南台店でアルバイトを始めた。この時、一緒にアルバイトをしていたのが、現・エイベックス株式会社取締役COOの林真司、元・取締役の小林敏雄であった。林、小林は共に松浦と同じ横浜市立金沢高等学校の同級生である。12月には正式に店長となり、その年末に「友&愛」港南台店の来店客として当時高校生だった後のEXILEのHIROと出会っている。奇遇にも彼も高校の後輩であり、以後、高校の学園祭にDJ役で顔を出したりして、親交を続けた。
1986年、アルバイト先の「友&愛」港南台店のオーナー重野正昭（後のエイベックス監査役）に商才を認められ、重野と松浦の父である松浦治の共同出資により、株式会社ミニマックスを設立。代表取締役に就任。6月6日、横浜市港南区上大岡駅前にフランチャイズの貸レコード店「友&愛」上大岡店を開業させる。後にEvery Little Thingでデビューする五十嵐充もアルバイトとして勤務しており、後に店長となる。
1988年4月11日、エイベックス・ディーディー（現在のエイベックス）を設立。同社の取締役に就任した。またレコードやCDの輸入卸売業を始めた。1990年、エイベックスのメインレーベル・avex traxを設立。1991年に専務取締役に就任。1992年5月に、MaharajaやKing&Queenなどのディスコを全国展開したNOVA21グループに出入りしていた千葉龍平（後のエイベックス・グループ・ホールディングス副社長）を介して、キャピトル東急ホテルにて初めて小室哲哉と会い、リミックスアルバム（TMN SONG MEETS DISCO STYLE）制作の話を持ち掛けている。
1995年、後に歌手としてデビューをする浜崎あゆみとクラブで出会い、ともにニューヨークへ飛び、2年間にも及ぶレッスンやトレーニングを経て、1998年のデビューまでの準備に入る。1998年4月3日からオールナイトニッポンRプロデューサーズナイトで、3年半の間、月1回パーソナリティを務めた。1998年12月、エイベックスのアーティストオーディションを行う為、テレビ東京のオーディション番組「ASAYAN」に出演した。
2001年2月、元会長の依田巽の助言により、松浦真在人に改名。後に2002年10月4日より、再び本名に戻した。2001年9月、アメリカのニューヨークで起きた同時多発テロ事件をきっかけに小室哲哉と共に特別ユニットを作る。2004年9月28日、エイベックスの持株会社でるエイベックス・グループ・ホールディングスの代表取締役社長に就任。2009年、第4回渡辺晋賞を受賞。
2019年、浜崎あゆみの自伝「M 愛すべき人がいて」で、浜崎と1996年から1999年まで恋仲だった事が公表され、翌年の2020年4月より同作がテレビドラマ化された。2023年7月2日、父の治が死去。

## 小室哲哉との関係
小室哲哉とは、1991年にエイベックスが本格的に音楽制作に参画した当初から、タイアップ交渉・所属会社の壁を越えた撮影チーム結成に対するための融通、カラオケ画面でのアーティスト本人のPV映像の上映を実現するためのコーディネートに奔走する等公私に渡るパートナーであったものの、制作・セールス方針、印税の分配等で松浦・千葉と小室側の側近と意見が決裂、1990年代半ば頃から険悪化し、1997年から長期間絶縁状態にあった。その後はエグゼクティブ・プロデューサーとして企画のチェックに関わる事はあっても、マネジメント等の協力・プライベートの交流は皆無に等しかった。
しかし、2008年に小室が逮捕された際、被害弁済から約6億5000万円を個人的に融資した。「何も分からない音楽業界のことを教えてくれたことや、今のエイベックスがあるのも小室さんのおかげだと思いだした。」と、TRFや安室奈美恵やglobe等、エイベックスの礎は小室哲哉によって生み出されたものであり、小室哲哉無くしてEvery Little Thingや浜崎あゆみや倖田來未等は誕生しえなかったと述べており、恩師としての小室を思い出し、今後の音楽活動に賭けてみようと決心したという。また、弁済融資の他、社内に小室専用の部屋・制作スタジオも用意した。
小室は「レコード会社から驚異的な資産を生み出したリチャード・ブランソン、デヴィッド・ゲフィンの2人に似ている」と称している。

## 役職歴
- 1988年（昭和63年）04月 - エイベックス・ディー・ディー株式会社 (現:エイベックス株式会社) 設立、取締役に就任。
- 1991年（平成03年）03月 - 専務取締役に就任。
- 2004年（平成16年）08月 - 専務取締役および取締役を辞任。直後に復帰し、執行役員に就任。
- 2004年（平成16年）09月 - 代表取締役社長に就任。
- 2005年（平成17年）04月 - エイベックス・エンタテインメント(株)代表取締役社長、エイベックス・プランニング&デベロップメント(株)取締役。
- 2005年（平成17年）10月 - エイベックスネットワーク(株)（現：エイベックス・エンタテインメント(株)）代表取締役会長。
- 2007年（平成19年）06月 - コンプライアンス委員長。
- 2009年（平成21年）01月 - エイベックス・マネジメント(株)代表取締役社長。
- 2009年（平成21年）04月 - エイベックス通信放送(株)代表取締役会長。
- 2010年（平成22年）04月 - 代表取締役社長CEO（現任）、社長室管掌（現任）。
- 2012年（平成24年）10月 - (株)UULA 代表取締役会長。
- 2013年（平成25年）07月 - Avex International Holdings Singapore Pte.Ltd.(現：Avex Asia Pte. Ltd.) 取締役（現任）。
- 2013年（平成25年）10月 - エイベックス・マネジメント(株)　代表取締役会長。
- 2014年（平成26年）12月 - AWA(株) 代表取締役会長。
- 2016年（平成28年）06月 - エイベックス通信放送(株)　取締役(現任)、当社グローバル・アーティスト戦略室管掌。
- 2016年（平成28年）12月 - エイベックス・ベンチャーズ(株)　代表取締役社長（現任）。
- 2018年（平成30年）06月 - エイベックス代表取締役会長CEOに就任[14]。
- 2020年（令和02年）06月 - エイベックスCEOを退任（代表取締役会長には留任）[15]。

## 人物
釣りを趣味としており、近年は大分県や沖縄県に住宅を借りて釣りに出ることが多く、時には滞在先からリモートで会社業務をこなすこともあるという。
2021年には大分県杵築市と千葉県山武郡九十九里町の漁業発展のために松浦が私財を寄付したことにより、日本政府より5月12日付で紺綬褒章が授けられた。
2011年、株主総会を前に質問状を送ったコンサルティング会社の男を後日呼び出し、暴力団組長を同席させたうえで「殺す」「埋めるぞ」といった言葉で脅した経緯が各週刊誌に暴かれている。

## 家族
1995年よりモデルの原口香と結婚。結婚記念楽曲『THE STORY OF MAX AND KAORI / HRG UNITED』がEUROBEAT FLASH VOL.5（1996年1月発売）に収録された。その後、離婚している。
2003年11月にモデルの畑田亜希と再婚。2004年3月31日に第1子女児、2006年5月30日に第2子男児、2007年10月24日に第3子女児が誕生した。
2020年1月、畑田とは2016年に離婚していたとスポーツニッポンにより報じられた。妻子は2013年頃からシンガポールで生活しており、別居していたという。

## 文春による薬物疑惑報道
2012年6月12日、大麻使用で前事務所を解雇された沢尻エリカ氏が松浦氏から「ドラッグならいつでも用意できる」と言われたこと一緒にハーブを吸ったことを周囲に話しているという関係者の証言が週刊文春に掲載。
2013年8月29日、松浦氏が大麻とコカインを常習しておりヤクザからMDMAを調達しているという証言を週刊文春が報じた。
2020年4月18日、松浦氏大麻を常に使用していたと元社員から告発と週刊文春が報じた。記事には元社員A氏がエイベックスを辞め、ライターとして働き始めたところ元社員Aは松浦氏からの頻繁に食事に誘われるようになった。その後、松浦の取り巻きと一緒にに遊ぶようになり週末には一緒に大麻を吸っていたという。元社員Aが最初に違法薬物を使用したのは2016年9月17日に行われた音楽イベント「ウルトラフェス」であり松浦氏にVVIP席に招待され楽しんでいる最中に、突然LAで流行ってるという茶色い四角のシート渡され「舐めて見ろ」と言われたことがきっかけで使用し体に異変が起きたので何かと尋ねると大麻凝縮シートだと言われたという。またハワイの別荘でも仲間も当たり前のように大麻を吸っていたという。

### 報道否定
松浦氏は文春の電話取材に応じ、全くの事実ではない。A氏の発言は妄想であると完全否定した。

### 文春に垂れ込んだ元社員が一転告発は嘘と謝罪
2024年4月3日、松浦氏の薬物疑惑を垂れ込んだ元社員が自身のブログで「間違えて告発してしまいました」とコメント。元社員は「大麻を強要されたわけじゃなくて自ら吸っていた」「松浦氏の別荘で大麻は見たことがないし大麻吸ってる所は本気で見てません」「ハワイ滞在中に１人で出かけてその辺で売ってる大麻を吸わせてもらってただけ」告発を後悔しているとした。また文春の記事も削除された。

## 手掛けたアーティスト
プロデュースやエグゼクティブプロデュース、スペシャリーコーディネイト等
- 安室奈美恵 with SUPER MONKEY'S
  - 安室奈美恵
  - MAX
- V6
  - Coming Century
  - 三宅健
  - 20th Century
- 観月ありさ
- Every Little Thing
- m.o.v.e
- YURIMARI
- 浜崎あゆみ
- TRF
- Do As Infinity
- 華原朋美
- dream
- day after tomorrow
  - misono
- タッキー&翼
  - 滝沢秀明
  - 今井翼
- 鈴木亜美
- mink
- AAA
  - 浦田直也
  - Nissy(西島隆弘)
  - SKY-HI
  - Shuta Sueyoshi
  - 宇野実彩子
  - SHINJIRO ATAE (from AAA)
  - 伊藤千晃
- GIRL NEXT DOOR
- ICONIQ
- 倖田來未
- 安斉かれん
- KEN☆Tackey
- 豆柴の大群
- Snow Man
- panache

## 出演

### テレビ番組
- アナザースカイII（2020年7月10日）

### ラジオ番組
- max matsuura 仕事が遊びで遊びが仕事（2009年7月5日 - 2020年9月27日、ニッポン放送） - メインパーソナリティー